# 郑坚 (1946年)
郑坚（1946年8月—），中华人民共和国政治人物，原江苏省地方税务局局长，江苏省政协经济委员会副主任，江苏银行董事，第八届全国人大代表。